# Cracker (telessérie)
Cracker é uma série de televisão britânica criada e escrita por Jimmy McGovern. Situada em Manchester, a série segue a vida de um psicólogo criminal (ou "cracker"), Dr. Edward "Fitz" Fitzgerald, interpretado por Robbie Coltrane, que trabalha com a Polícia da Grande Manchester para ajudá-los a resolver crimes. O programa consiste em três temporadas que foram originalmente transmitidas de 1993 a 1995 pela ITV.
Em 2000, a série ficou em 39º lugar na lista dos "100 Maiores Programas da Televisão Britânica" compilados pelo British Film Institute.

## Elenco
- Robbie Coltrane ...Dr. Edward "Fitz" Fitzgerald
- Christopher Eccleston ...DCI David Bilborough
- Ricky Tomlinson ...DCI Charlie Wise
- Geraldine Somerville ...DS Jane Penhaligon
- Lorcan Cranitch ...DS Jimmy Beck
- Barbara Flynn ...Judith Fitzgerald
- Kieran O'Brien ...Mark Fitzgerald
- Tess Thomson ...Katy Fitzgerald
- John Evans ...James Fitzgerald
- Ian Mercer ...DS George Giggs
- Colin Tierney ...DC Bobby Harriman
- Robert Cavanah ...DC Alan Temple
- Stan Finni ...Sgt. Smith
- Wil Johnson ...PC/DC Michael Skelton
- Clive Russell ...Danny Fitzgerald
- Amelia Bullmore ...Catriona Bilborough (Temporadas 1.5, 1.6)
- Isobel Middleton ... Catriona Bilborough (Temporadas 2.1, 2.3, 3.1)
- Edward Peel ...Chefe Super

## Outras versões
Em 1997, uma versão norte-americana de 16 episódios intitulado Cracker: Mind Over Murder foi dirigida por Stephen Cragg e Michael Fields, e estrelada por Robert Pastorelli. A série foi finalizada após a primeira temporada. Foi transmitido no Reino Unido sob o título de Fitz.